# Universidade Federal de Santa Maria

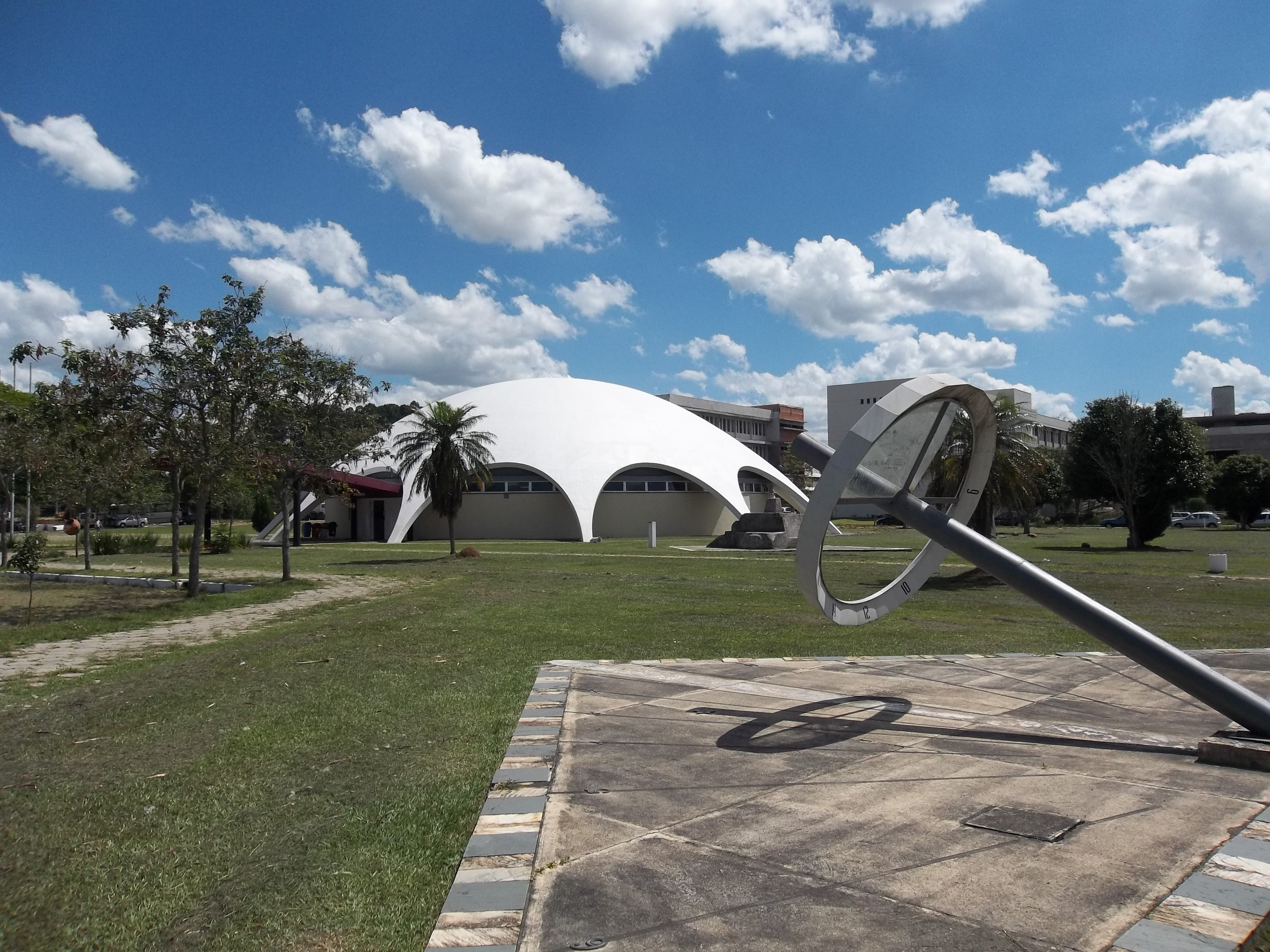
O Planetário da UFSM (ao fundo), um dos 29 planetários do Brasil. À frente o relógio solar.

A Universidade Federal de Santa Maria (UFSM) é uma instituição de ensino superior pública e federal brasileira, que fica em Santa Maria, no estado do Rio Grande do Sul. A UFSM tem sua sede na Cidade Universitária Professor José Mariano da Rocha Filho. O campus está localizado no bairro Camobi, km 9, rodovia ERS-509, onde se realiza a maior parte das atividades acadêmicas e administrativas. Existem, no centro da cidade, outras unidades acadêmicas e de atendimento à comunidade.
São ofertados 89 cursos de graduação em Santa Maria, 8 em Frederico Westphalen, 7 em Palmeira das Missões, 6 em Silveira Martins, 5 em Cachoeira do Sul, além de 12 cursos de graduação na modalidade EAD. A extensão do campus universitário é de 1.863,57 hectares, com edificações que perfazem 239.578 metros quadrados, mais 42.036 metros quadrados fora da sede, totalizando 281.614 metros quadrados de área construída.
A instituição possui 25 auditórios com a capacidade total para acomodar 4.177 pessoas. Nas dependências da UFSM, sede, há duas agências bancárias; uma do Banco do Brasil e uma da Caixa Econômica Federal e  um posto dos Correios, doze lancherias e dois Restaurantes Universitários, Biblioteca Central, com 92.535 volumes (livros e teses), Bibliotecas Setoriais, com 63.783 volumes (livros e teses), Espaço Multiuso para sediar eventos de grande porte, Hospital-Escola, com 335 leitos, Hospital Veterinário e Farmácia-Escola Comercial, Museus e Planetário.
A UFSM oferece, ainda, área residencial, mediante cadastro socioeconômico realizado pela Pró-Reitoria de Assuntos Estudantis, com a capacidade para alojar até 1.805 estudantes, embora tal disponibilidade dependa de alguns fatores. Além da moradia, os alunos cadastrados podem pleitear auxílio transporte, alimentação, ensino de língua estrangeira, bolsa de assistência e monitoria remunerada. Devido à existência desta universidade, a cidade de Santa Maria é conhecida como Cidade Universitária.

## Histórico
O médico José Mariano da Rocha Filho foi o grande idealizador, com sua visão de interiorização das universidades federais. Em 1945, iniciou uma campanha de Incorporação das faculdades existentes no interior à então denominada Universidade de Porto Alegre e conseguiu anexação das faculdades de Direito e Odontologia, de Pelotas, e Farmácia, de Santa Maria, através da constituição do Rio Grande do Sul de 1947. Em 1952 lançou a pedra fundamental dos prédios das Faculdades de Farmácia e Medicina, obtendo em 1954 a autorização para seu funcionamento, e em 1959 conseguiu autorização para o funcionamento do curso de Direito. No ano anterior, como presidente da ASPES-Associação Santa-Mariense Pró-Ensino Superior, Mariano da Rocha solicitou ao então proprietário de terras Evaldo Behr a doação de uma área em Camobi para a instalação do projeto urbanístico do Centro Politécnico de Santa Maria, origem do atual Centro de Tecnologia, que comporia o setor tecnológico da universidade que o Mariano sonhava criar. Evaldo convenceu os demais coproprietários a realizarem a doação.
Em 1960, a criação de uma universidade pública santamariense dependia somente da formalização legal. Por ter muitos e diferentes contatos no mundo político, José Mariano contou com a ajuda de um antigo parceiro de conquistas políticas educacionais, o deputado federal Tarso Dutra, e o apoio do vice-presidente João Goulart para o passo definitivo. Como era o último ano do mandato do presidente Juscelino Kubitschek e este queria ainda criar uma universidade federal em sua região eleitoral, uma articulação reservada que também contou com o apoio do senador Daniel Krieger conseguiu emendar o artigo 16 no projeto de lei que foi a voto no Congresso Nacional e tornou-se a Lei 3.834-C. Por consequência, a UFSM foi a primeira fora do eixo das capitais do estado no Brasil.
Em 18 de março de 1961, a cerimônia especial de instalação da Universidade de Santa Maria ocorreu no cine-teatro Glória e no dia seguinte, em almoço no Clube Caixeiral. O reitor fundador, professor José Mariana da Rocha Filho, anunciou a outorga do título de Doutor Honoris Causa ao deputado federal Tarso Dutra e ao senador Daniel Krieger pelo empenho de ambos na criação da Universidade. Outra homenagem se repetiu 7 anos depois em um almoço festivo no antigo galpão das Rurais, no dia 9 de outubro de 1968.

## Pesquisas
A Universidade tem contribuido para a preservação dos sítios paleontológicos do Rio Grande do Sul. O Departamento responsável pelas pesquisas esta localizado junto a antiga Reitoria da Universidade no Centro da cidade de Santa Maria.

## Centros e Campi
- Centro de Artes e Letras (CAL);
- Centro de Arquitetura e Urbanismo (CAU);
- Centro de Ciências Naturais e Exatas (CCNE);
- Centro de Ciências Rurais (CCR);
- Centro de Ciências da Saúde (CCS);
- Centro de Ciências Sociais e Humanas (CCSH);
- Centro de Educação (CE);
- Centro de Educação Física e Desporto (CEFD);
- Centro de Tecnologia (CT);
- Colégio Técnico Industrial de Santa Maria (CTISM);
- Colégio Politécnico da UFSM;
- Campus de Frederico Westphalen;
- Campus de Palmeira das Missões;
- Campus Cachoeira do Sul;
- Unidade Descentralizada de Edução Superior de Silveira Martins.

## Limites
Descrição dos limites da unidade residencial
A unidade residencial, no bairro Camobi, limita-se ao norte com áreas residenciais, ao sudeste com a Estrada Municipal Pedro Fernandes da Silveira e ao sudoeste com a estrada municipal Silvio Schirmer. Outra unidade residencial encontra-se fora do campus, no centro da cidade. 

## Ciência & Ambiente
A revista "Ciência & Ambiente", editada na Universidade Federal de Santa Maria, é uma publicação semestral, multidisciplinar, com artigos assinados por intelectuais reconhecidos no país e no exterior. Em cada edição são tratados temas relativos à ciência, ao meio ambiente e à sociedade, considerando a totalidade das relações que se estabelecem entre eles e os princípios de um desenvolvimento econômico, social e ecológico sustentável.